# Lósi-patak
Lósi-patak är ett vattendrag i Ungern.   Det ligger i provinsen Pest, i den nordvästra delen av landet, 40 km norr om huvudstaden Budapest.